# Havřická naučná stezka
Havřická naučná stezka, nazývaná také Naučná stezka Havřická, je naučná stezka - značená turistická a cyklistická trasa v části Havřice města Uherský Brod a jádrové části Uherského Brodu v okrese Uherské Hradiště. Nachází se na pravém i levém břehu řeky Olšava, převážně v Prakšické pahorkatině a okrajově i v Uherskobrodské kotlině, ve Zlínském kraji a na Slovácku.

## Historie a popis
Havřická naučná stezka, která se rozkládá v udolí Uherskobrodské kotliny a kopcích Prakšické pahorkatiny, byla postavena v roce 2015 a má celkovou délku 7,7 km. Trasa začíná u vyhlídkového místa západně od Uherského Brodu na úbočí vrchu Myšince. Pak pokračuje ve směru Havřice, kopec Skákavka - hvězdárna a končí v Uherském Brodě u kaple svatého Václava za hřbitovem. Je zaměřena na historii, výrobu (především místní cihlářství), vinohradnictví, lidové stavitelství, bývalý zámek Obora (Pepčín) v místní části Havřice. Na stezce se nachází i dalekohled a panoramatický panel popisující výhled. Povrch stezek je asfaltový nebo šotolinový. Naučná stezka je součástí sítě místních naučných stezek v Uherském Brodě a jeho okolí.

### Informační panely na stezce a kilometráž
Na stezce je 8 zastavení s informačními panely:
| Panel | Název panelu       | Vzdálenost | Návaznost na další trasy                                                                         |
| 1.    | Nad Cihelnou       | 0,0 km     |                                                                                                  |
| 2.    | Havřické vinohrady | 1,1 km     |                                                                                                  |
|       |                    |            | Cyklistická trasa A (Uherský Brod) a odbočka této naučné stezky podél řeky Olšava o délce 1,4 km |
| 3.    | Havřice náves      | 2,3 km     | Cyklistická trasa 5049                                                                           |
| 4.    | Chrástka           | 3,3 km     |                                                                                                  |
| 5.    | Skákavka           | 4,2 km     |                                                                                                  |
| 6.    | Nad třešňovkou     | 4,8 km     |                                                                                                  |
| 7.    | Hvězdárna          | 5,6 km     | Planetární stezka v Uherském Brodě                                                               |
| 8.    | Kaple sv. Václava  | 6,3 km     |                                                                                                  |

## Další informace
Stezka je celoročně volně přístupná.

## Galerie

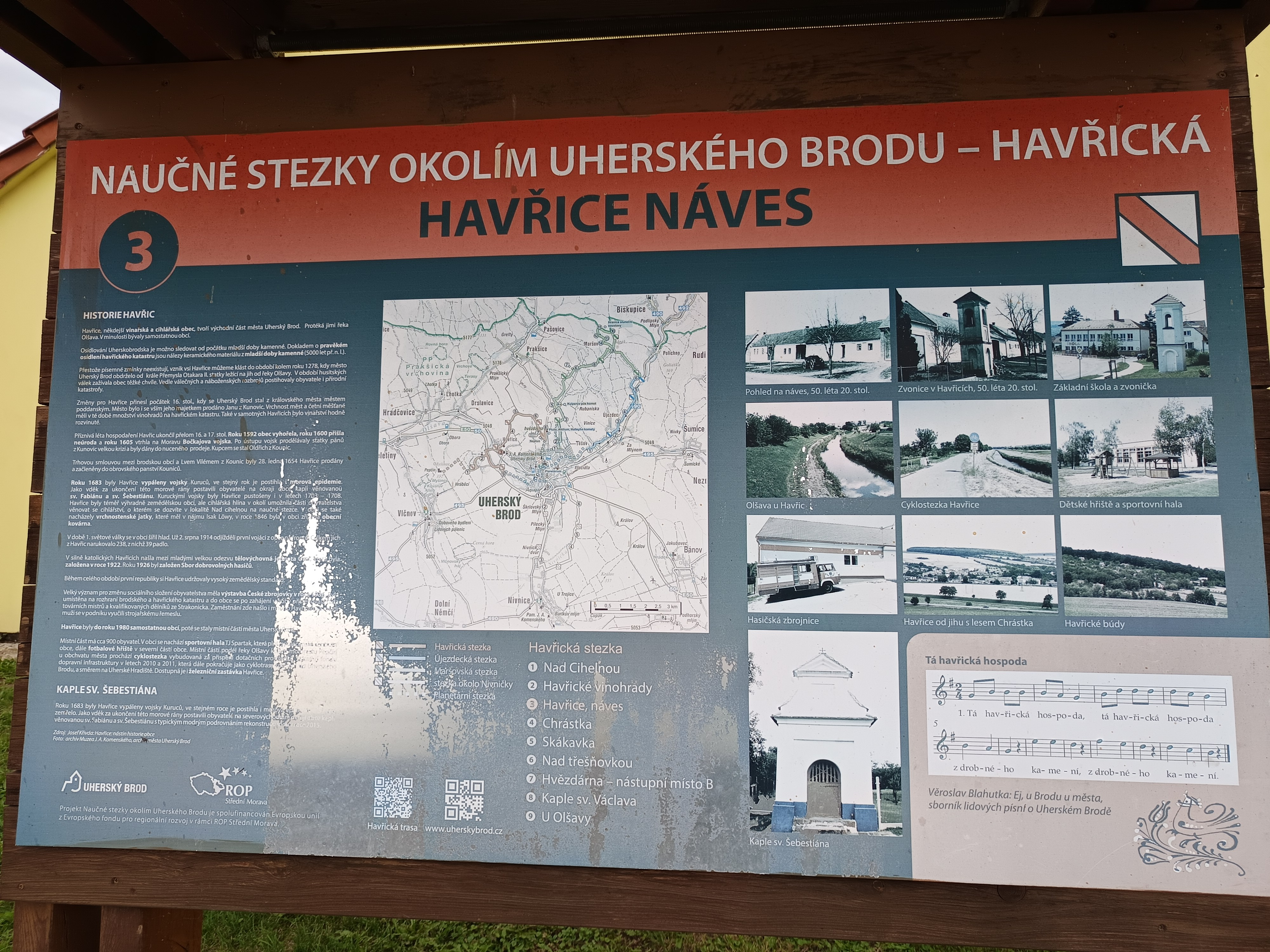
3. zastavení
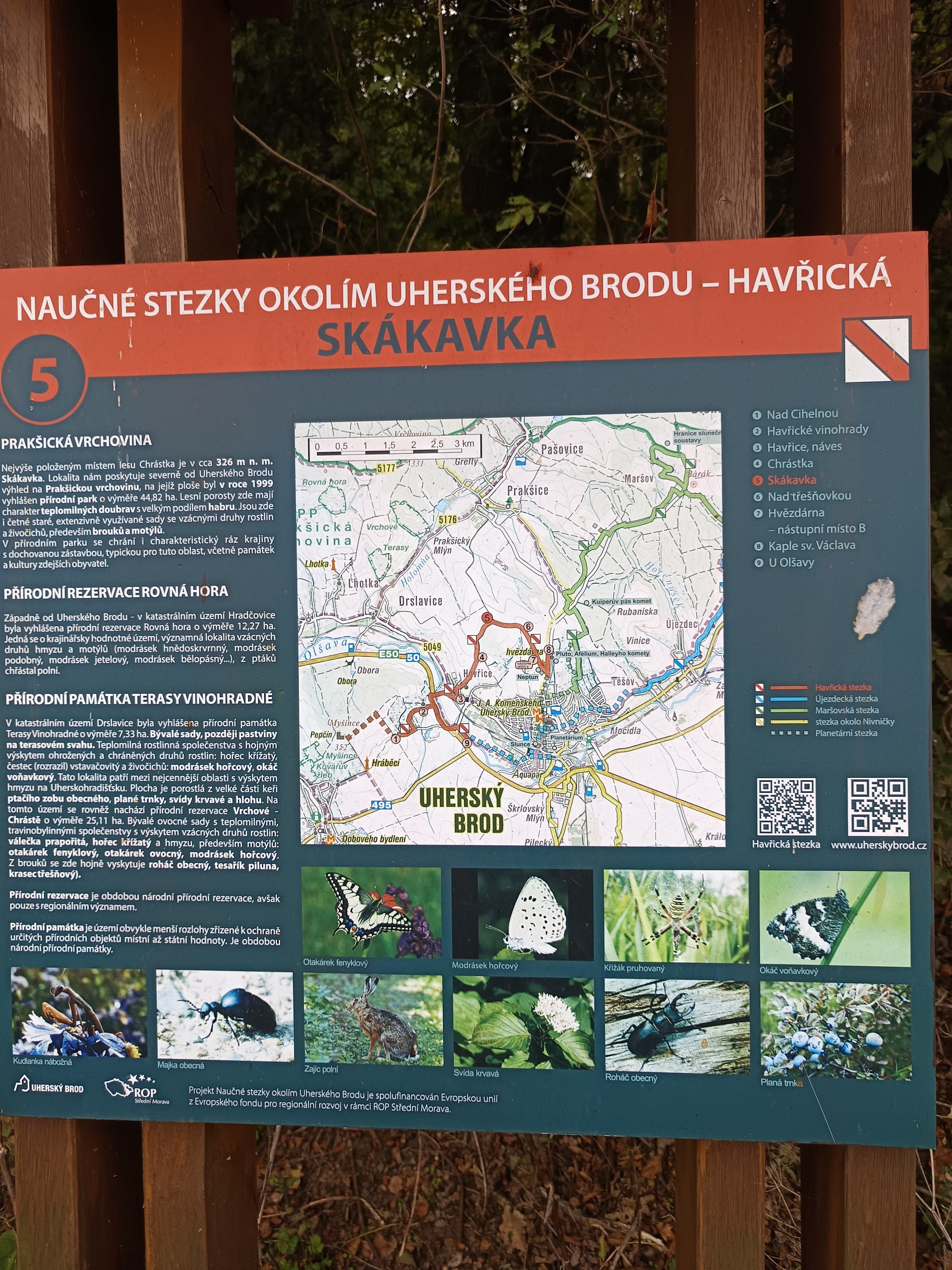
5. zastavení
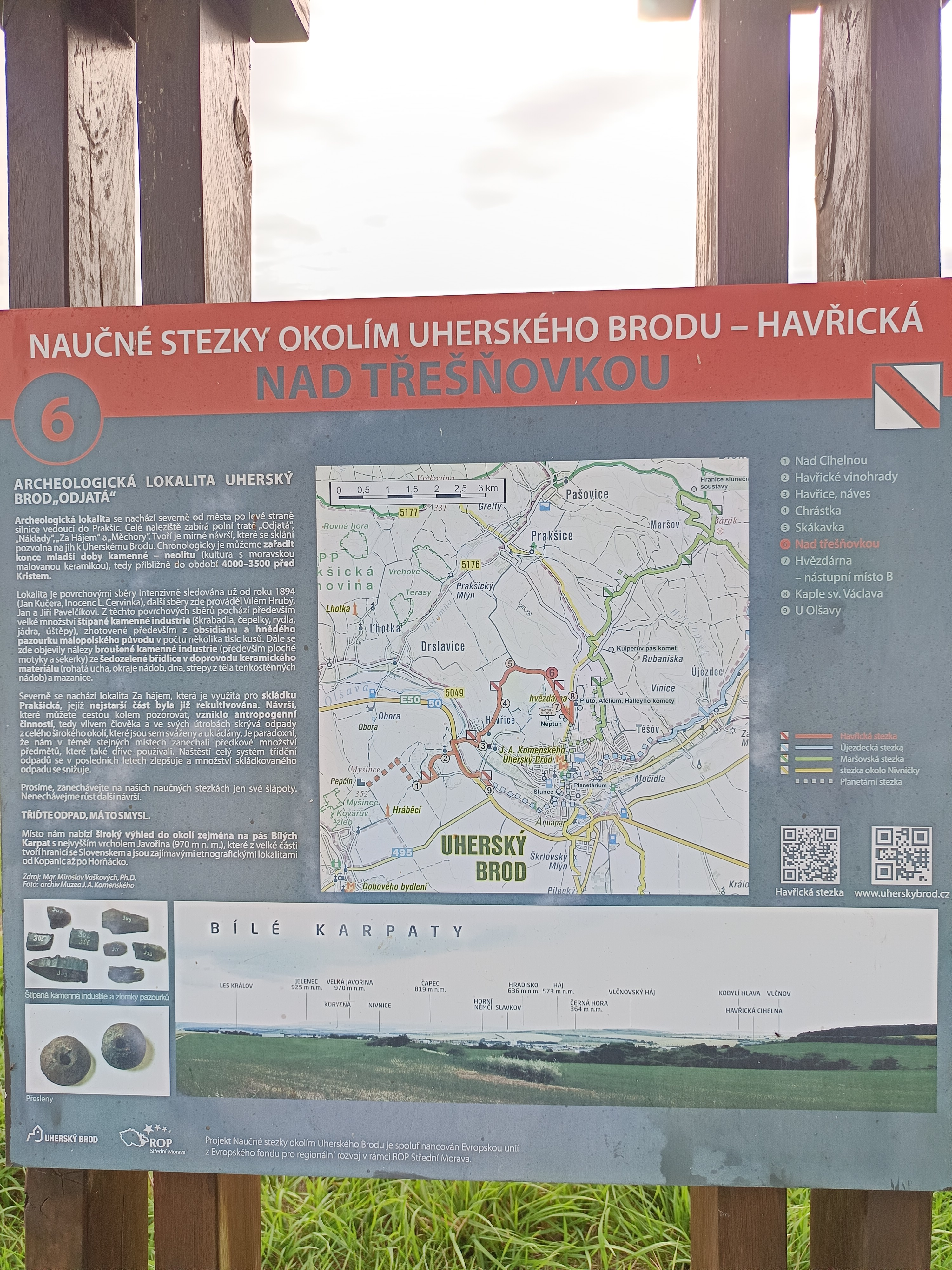
6. zastavení
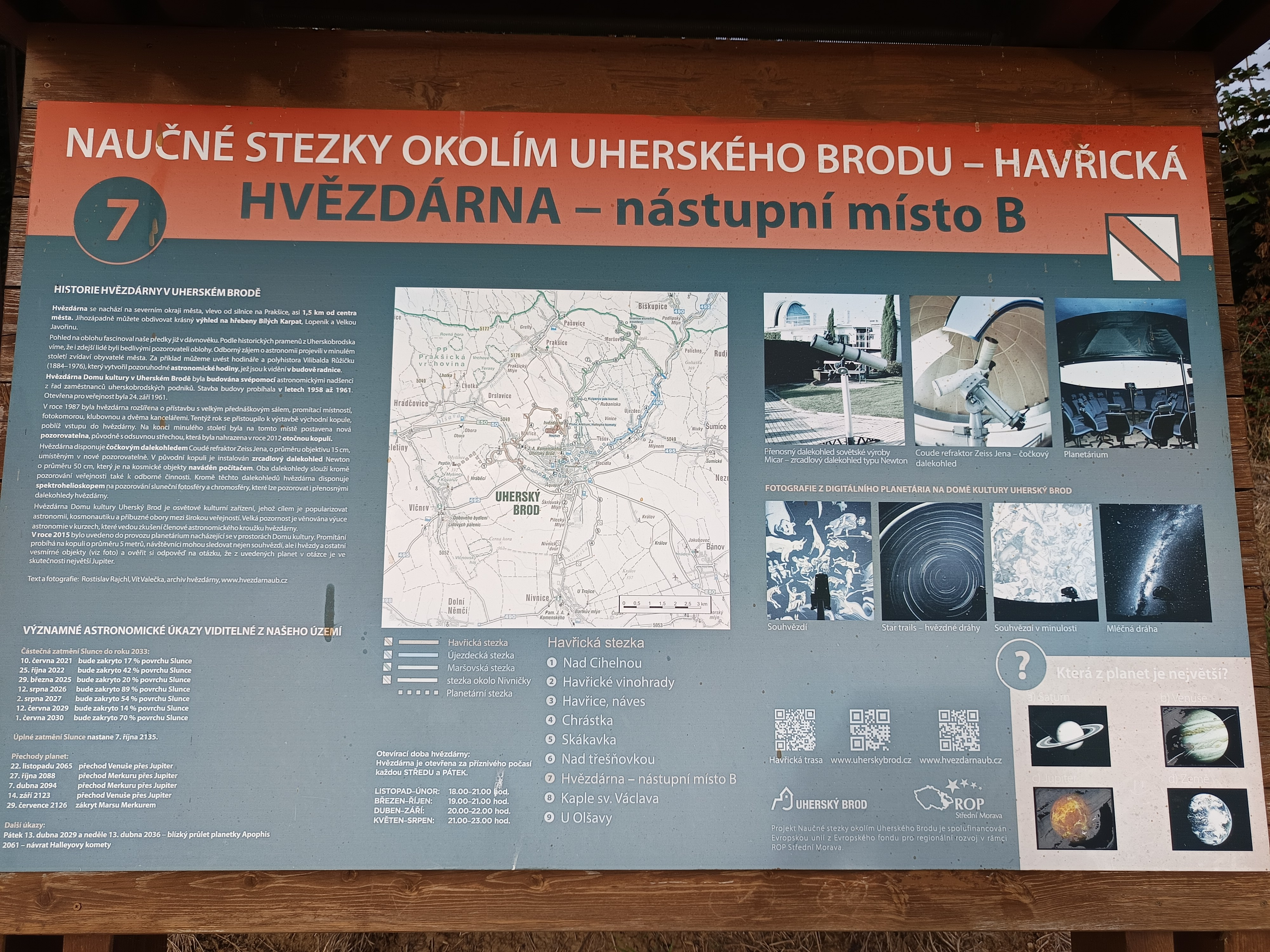
7. zastavení